# Kingsman: The Secret Service
Kingsman: The Secret Service är en brittisk-amerikansk actionfilm från 2014 i regi av Matthew Vaughn. Den är baserad på serien The Secret Service av Mark Millar och Dave Gibbons. Filmen hade premiär på Butt-Numb-A-Thon-filmfestivalen. Den hade Sverigepremiär den 30 januari 2015.

## Handling
Filmen handlar om Eggsy Unwin. Han är en ung kille med bra betyg och bra gymnastiska färdigheter, men som har hamnat fel. Harry Hart (Colin Firth) är en av Kingsmans högsta agenter. Han får i uppdrag att hitta ungdomar som skall tränas upp till äkta Kingsmansspioner. Eggsy blir utvald och hans liv förändras. Han får den stora chansen och tackar genast ja. Då får han se det hemliga rummet som Kingsman disponerar. Rummet är fullt av kostymer och en mängd vapen. Hans uppdrag är att stoppa en ond, psykopatisk miljardär, som skall utplåna mänskligheten på ett lite udda sätt.

## Rollista i urval
| Colin Firth       | – Harry Hart                  |
| Taron Egerton     | – Gary "Eggsy" Unwin          |
| Samuel L. Jackson | – Valentine                   |
| Mark Strong       | – Merlin                      |
| Michael Caine     | – Arthur/Chester King         |
| Sophie Cookson    | – Roxy                        |
| Sofia Boutella    | – Gazelle                     |
| Mark Hamill       | – Professor James Arnold      |
| Jack Davenport    | – Lancelot                    |
| Samantha Womack   | – Michelle Unwin              |
| Hanna Alström     | – Tilde, svensk kronprinsessa |
| Bjørn Floberg     | – Svensk statsminister        |
| Geoff Bell        | – Dean                        |
| Richard Brake     | – The Interrogator            |